# Disseny de sistemes
El disseny de sistemes consisteix a definir l'arquitectura del maquinari, programari, components, mòduls i dades d'un sistema per a satisfer certs requeriments. És l'etapa posterior a l'anàlisi de sistemes. La importància del programari multiplataforma ha incrementat l'enginyeria de programari a costa dels dissenys de sistemes. Els mètodes de l'anàlisi i disseny orientat a objectes s'estan tornant en els mètodes més utilitzats per al disseny de sistemes. El llenguatge unificat de modelat (UML) s'ha tornat en un estàndard en l'anàlisi i disseny orientat a objectes, és utilitzat per a la modelització de sistemes de programari i s'ha incrementat el seu ús per al disseny de sistemes que no són programari.